# Kilmodan Sculptured Stones

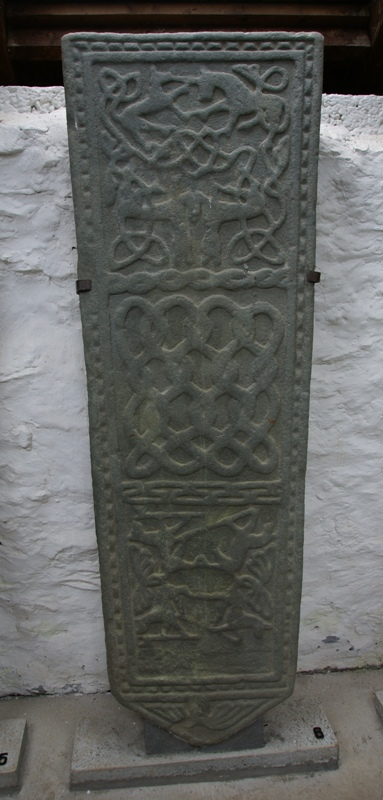
Grafsteen no. 6 wordt beschouwd als het beste werk uit de Loch Awe-school. Op het bovenste paneel is onder meer een leeuw in gevecht met een eenhoorn afgebeeld.

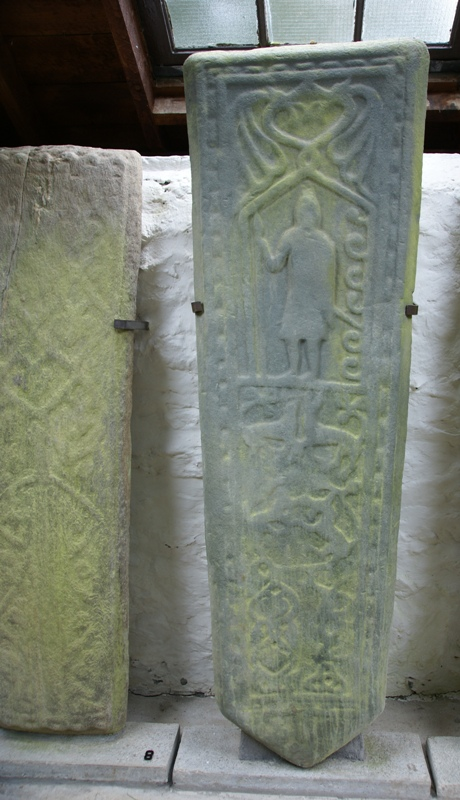
Grafsteen no. 7 met zwaard en no. 8 met krijger en herten.

De Kilmodan Sculptured Stones vormen een verzameling van middeleeuwse grafstenen, staande in Clachan of Glendaruel, Cowal, in de Schotse regio Argyll and Bute.

## Beschrijving
De (delen van) grafstenen en -kruisen bevinden zich in een mausoleum in de zuidwestelijke hoek van de begraafplaats rond Kilmodan Church. Het mausoleum, dat ouder is dan de kerk, werd vermoedelijk door de Campbells van Auchenbreck gebouwd. In 1970 werd het mausoleum ingericht als lapidarium en werd bekend onder de naam Marshall Barr Lapidarium. De collectie bestaat uit tien grafstenen en een deel van een kruis. Voorkomende figuren in deze collectie zijn onder meer een bewapende krijger, een biddende priester en een vrouw met een rozenkrans.
De tien grafstenen zijn alle gemaakt in de stijl van de Loch Awe-school en stammen uit de veertiende en vijftiende eeuw. Van de bekende scholen wordt de kwaliteit van deze school het minste geacht, onder meer doordat de versieringen het minste detail vertonen vergeleken met de stijlen van de andere scholen. Daarnaast kent de stijl eigenlijk alleen het gebruik van simpele patronen. De grafstenen gemaakt in deze stijl hebben in het algemeen geen inscripties.
Voor het maken van de grafstenen in deze stijl werd meestal steen uit de regio gebruikt; de Loch Awe-school had vermoedelijk geen centrale locatie waar de grafstenen werden gemaakt.
De stenen in de collectie zijn genummerd van 1 tot en met 11.

### Kilmodan no. 1
Steen nummer 1 is het bovenste deel van een middeleeuws kruis, dat waarschijnlijk afkomstig is van het oude kruis van Garvie.

### Kilmodan no. 2, 3 en 4
Steen nummer 2 heeft een kleine figuur van een krijger in wapenuitrusting. Steen nummer 3 is voorzien van verweven koorden. Deze steen is puntig aan de onderzijde. Steen nummer 4 is verdeeld in twee panelen, waarbij in het onderste paneel onder meer een zwaard en een schaar is afgebeeld.

### Kilomdan no. 5
Grafsteen nummer 5 heeft een kleine afbeelding van een vrouwelijke figuur met rozenkrans. Deze grafsteen dateert uit de late vijftiende eeuw. Naast deze figuur staat de tekst:"HIC IA[C]ET / [.....] IOHANNIS" (Hier ligt ...., dochter van Johannes). Waarschijnlijk betreft het hier leden van de familie Lamont, waar John (Johannes) in de vijftiende eeuw een veel voorkomende naam was.

### Kilmodan no. 6
Steen nummer 6 wordt beschouwd als het beste werkstuk uit de gehele collectie van bekende grafstenen gemaakt in de stijl van de Loch Awe-school.
De grafsteen is een klasse III-steen, zonder menselijke figuren of zwaarden, en is verdeeld in drie panelen. In het bovenste paneel zijn een leeuw en een eenhoorn afgebeeld en twee aan elkaar gespiegelde beesten met lange oren. Het middelste paneel toont een achttal verweven koorden. Het onderste paneel toont vier leeuwachtige dieren waarvan twee bijlen in hun voorpoten hebben en twee staven in hun voorpoten dragen. Verder staan in dit paneel een paar buigtangen afgebeeld, zoals door smeden gebruikt werden. Op basis van deze afbeeldingen wordt vermoed dat deze grafsteen de grafsteen van een smid was.

### Kilmodan no. 7, 8, 9 en 10
Steen nummer 7 is gepunt aan de onderzijde en toont de afbeelding van een zwaard met verweven koorden eromheen. Steen nummer 8 heeft een afbeelding van een zwaard.
Grafsteen nummer 9 toont een kleine figuur van een krijger in wapenuitrusting. Deze steen is voorzien van een aantal dieren, waaronder herten.
Grafsteen nummer 10 toont een afbeelding van een geestelijke.

### Kilmodan no. 11
De grafsteen met nummer 11 is de jongste grafsteen in de collectie en gedenkt Donald McCloy, die de dominee van de parochie was tussen 1609 en 1636.

## Beheer
De Kilmodan Sculptured Stones worden beheerd door Historic Environment Scotland.